# Microspathodon
Genre
Microspathodon est un genre de poissons osseux de la famille des Pomacentridae.

## Liste des espèces
Selon World Register of Marine Species (22 janv. 2017) et FishBase (22 janv. 2017) :
- Microspathodon bairdii (Gill, 1862)
- Microspathodon chrysurus (Cuvier in Cuvier & Valenciennes, 1830)
- Microspathodon dorsalis (Gill, 1862)
- Microspathodon frontatus Emery, 1970

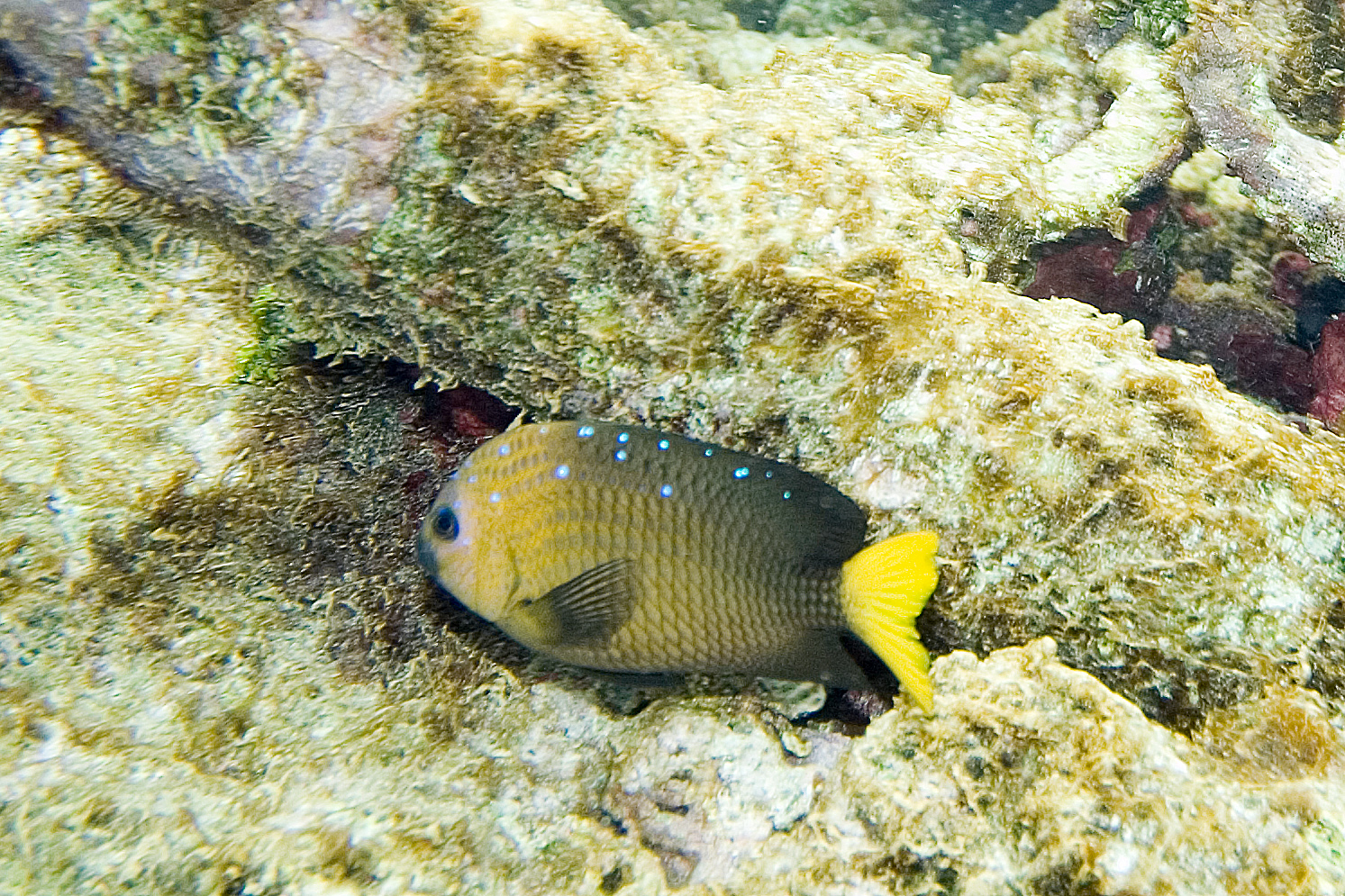
Microspathodon chrysurus
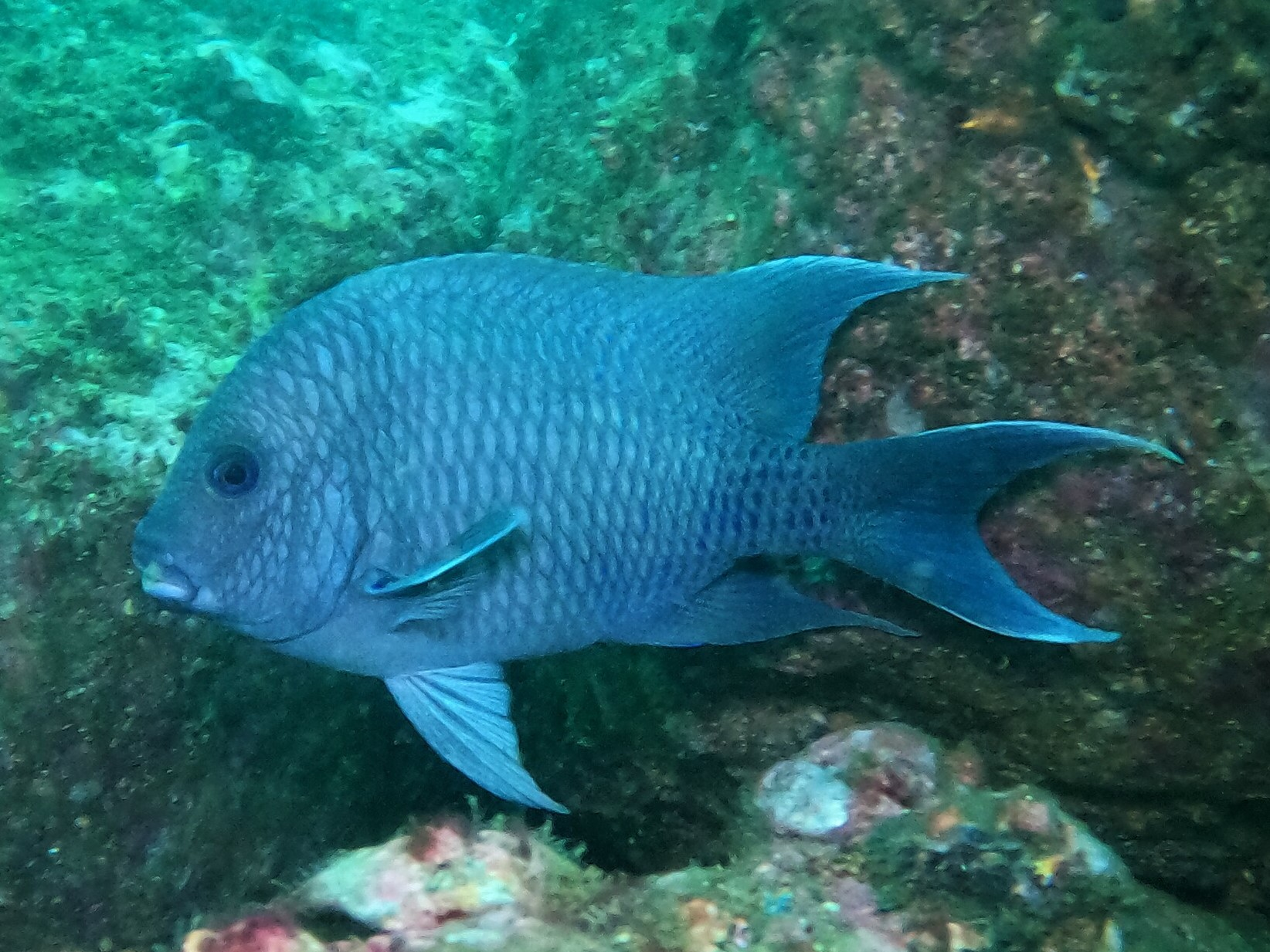
Microspathodon dorsalis